# Thian-3-on
Thian-3-on ist eine chemische Verbindung aus der Gruppe der Heterocyclen.

## Synthese
Thian-3-on wurde erstmals 1952 synthetisiert von E. A. Fehnel. Dieser wendete die Dieckmann-Kondensation von Ethyl-4-((2-ethoxy-2-oxoethyl)sulfanyl)butanoat  an. Das Zwischenprodukt verseifte und decarboxylierte er mit verdünnter Schwefelsäure.